# Maria de Fátima Coronel
Maria de Fátima Coronel é uma magistrada cabo-verdiana, atualmente a Presidente do Supremo Tribunal de Justiça (STJ), o mais alto tribunal do país.
Coronel atuou como magistrada antes de se tornar Procuradora-Geral e juíza de tribunais criminais em Santa Catarina e Praia. Não alinhada a nenhum partido político, foi descrita como uma juíza "exemplar." Desde 2007, integra o Supremo Tribunal de Justiça.
Em novembro de 2015, Coronel foi eleita Presidente do STJ de forma unânime por seus colegas juízes-conselheiros. O Presidente da República, Jorge Carlos Fonseca, nomeou-a logo depois e, a 6 de novembro de 2015, foi empossada no cargo, sendo a primeira mulher a presidir o STJ.